# Salisu Yusuf
Salisu Yusuf (nacido en 1962 en Zaria, estado de Kaduna, Nigeria) es un exjugador y entrenador de fútbol profesional nigeriano.  Fue el entrenador en jefe de la selección de fútbol de Nigeria.    

## Carrera

### Carrera como jugador
Pasó toda su carrera como jugador en la Liga Nigeriana y representó a Nigeria tanto en el nivel junior como en el senior.  Comenzó su carrera como mediocampista en el ABU Football Club antes de jugar en varios clubes de fútbol nigerianos, incluidos Ranchers Bees y El-Kanemi Warriors. 

### Carrera como entrenador
Comenzó su carrera directiva profesional en 2002 como entrenador en jefe del Nasarawa United de la Liga de Fútbol Profesional de Nigeria antes de mudarse a Lobi Stars como entrenador asistente y ayudarlos a ganar la Copa Desafío Nacional (ahora Copa FA de Nigeria) en 2003. Más tarde se trasladó al Dolphins FC, donde trabajó como entrenador asistente hasta 2008, cuando se unió al Kano Pillars como entrenador en jefe y finalmente los llevó a ganar el título de la Premier League de Nigeria en 2008. 
En 2009, la Federación de Fútbol de Nigeria contrató a Yusuf como entrenador asistente de Samson Siasia, quien se desempeñaba como entrenador en jefe de la selección nacional de fútbol de Nigeria. Yusuf todavía trabajaba con Siasia cuando Kano Pillars lo nombró asesor técnico en 2010, una medida que vio al club clasificarse para la Liga de Campeones CAF 2010.  En noviembre de 2012, se mudó a Enyimba, donde reemplazó a Austin Eguavoen como asesor técnico y los guio para ganar el trofeo de la Copa Federación 2013.  
Al dejar el Enyimba Football Club, Yusuf se unió a El-Kanemi Warriors como asesor técnico antes de ser nombrado entrenador asistente de Stephen Keshi, quien se desempeñaba como entrenador en jefe de la selección absoluta de fútbol de Nigeria.   El 24 de octubre de 2016, la Federación de Fútbol de Nigeria lo nombró oficialmente entrenador en jefe de la selección nacional de fútbol de Nigeria. 
El 24 de julio de 2018, se vio a Salisu Yusuf aceptando un regalo en efectivo en un vídeo publicado por BBC África tras una serie de investigaciones sobre el estado del fútbol en África.  Se dice que Yusuf aceptó un soborno después de que dos periodistas de investigación se le acercaran para incluir a dos futbolistas en su equipo para el Campeonato Africano de 2018 (CHAN). Sin embargo, la BBC afirmó en el documental que no había pruebas de que el dinero recibido por Salisu Yusuf afectara las decisiones que tomó en el proceso de selección de jugadores. Posteriormente, Salisu Yusuf negó haber actuado mal y afirmó que el incentivo no afectó su decisión de alinear a los jugadores. 
En noviembre de 2019 se convirtió en gerente de Rangers International. 
En diciembre de 2021 fue presentado como entrenador de Kano Pillars y se convirtió en gerente de Kano Pillars F.C. 

## Honores
- Copa FA de Nigeria: 2003, 2013
- Liga Premier de Nigeria: 2008